# Robert Graham Wade
Robert "Bob" Graham Wade OBE (* 10. April 1921 in Dunedin, Neuseeland; † 29. November 2008 in London, Vereinigtes Königreich) war ein britischer Schachspieler neuseeländischer Herkunft.

## Leben
Wade wuchs als ältestes von sieben Kindern auf einer Farm auf und erlernte das Schachspiel von seinem Vater. In der Stadtbibliothek von Dunedin vertiefte er seine Kenntnisse durch die Lektüre des British Chess Magazine und der Werke von Cecil Purdy. Außerdem machte er dort die Bekanntschaft von John Boyd Dunlop, der zwischen 1920 und 1940 sechsmal neuseeländischer Meister war.
Wade machte schnelle Fortschritte und gewann 1943/44, 1944/45 und 1947/48 die Meisterschaft von Neuseeland. 1945 spielte er auch bei der australischen Meisterschaft und belegte dort den zweiten Platz. Ab 1948 reiste er vier Jahre lang durch Europa. Im Jahre 1949 hielt er sich zeitweise in Deutschland auf und spielte Turniere in Heidelberg und Oldenburg. Er nahm als Repräsentant Australiens und Neuseelands am FIDE-Kongress in Paris 1949 teil und wurde in die Regelkommission gewählt. Im Jahre 1950 spielte er in Bamberg einen Wettkampf über zehn Partien gegen Lothar Schmid, der ohne Remispartien 5:5 endete. Im selben Jahr kam Wade bei einem internationalen Turnier in Venedig auf Platz 5 und erhielt als einer der ersten Spieler den Titel eines Internationalen Meisters.
Im Jahre 1952 gewann er in Chester erstmals die britische Landesmeisterschaft. Im selben Jahr nahm er am Interzonenturnier in Saltsjöbaden teil, belegte dort aber nur den 18. Platz unter 21 Teilnehmern. Er hatte in den folgenden Jahren einige Erfolge auf nationaler Ebene, so gewann er unter anderem kleinere Turniere in Ilford 1957 und 1968, Paignton 1959, Dublin 1962 und Southend-on-Sea 1965. Bei internationalen Turnieren konnte er sich dagegen meist nicht im Vorderfeld platzieren, obwohl ihm einzelne Gewinnpartien gegen Großmeister gelangen. In den Jahren 1963, 1964 und 1965 nahm er am Capablanca-Gedenkturnier in Havanna teil. In Coventry 1970 wurde Wade nochmals britischer Landesmeister, nachdem er 1961 und 1969 jeweils Zweiter hinter Jonathan Penrose geworden war.
Seit den 1970er Jahren arbeitete Wade als Nachwuchstrainer und trug viel zur Förderung des Schachs in Großbritannien bei. 1979 wurde er für seine Verdienste mit dem Titel Order of the British Empire geehrt. Er blieb bis ins hohe Alter schachlich aktiv und nahm ab 1991 an mehreren Welt- und Europameisterschaften der Senioren teil. Seit 1958 war Wade auch Internationaler Schachschiedsrichter. Er wurde 2001 zum Ehrenmitglied (Honorary Member) der FIDE ernannt.
Im Meraner System der Halbslawischen Verteidigung ist die Variante 1. d2–d4 d7–d5 2. c2–c4 c7–c6 3. Sg1–f3 Sg8–f6 4. Sb1–c3 e7–e6 5. e2–e3 Sb8–d7 6. Lf1–d3 d5xc4 7. Ld3xc4 b7–b5 8. Lc4–d3 Lc8–b7 nach ihm benannt.

## Nationalmannschaft
Er spielte bei insgesamt sieben Schacholympiaden: 1954, 1956, 1958, 1960, 1962 und 1972 für England, 1970 in Siegen für Neuseeland. Insgesamt erzielte er dabei 48 Punkte aus 92 Partien und erreichte 1962 in Warna das drittbeste Einzelergebnis am zweiten Reservebrett. Außerdem nahm er 1973 für England an der Mannschaftseuropameisterschaft in Bath teil.

## Vereine
In der 1993 eingeführten Four Nations Chess League spielte Wade von 1993 bis 1996 und von 1998 bis 2001 in der höchsten Spielklasse, der Division 1. Seine Mannschaften waren in der Saison 1993/94 Covent Garden, von 1994 bis 1996 das British Chess Magazine, in der Saison 1998/99 Home House, in der Saison 1999/2000 Index-IT und in der Saison 2000/01 die zweite Mannschaft von Beeson Gregory.

## Schriftstellerische Tätigkeit
Wade schrieb, zum Teil mit Co-Autoren, zahlreiche Schachbücher. Sein erstes Buch behandelte den Weltmeisterschaftskampf 1951 in Moskau zwischen Michail Botwinnik und David Bronstein, bei dem Wade als Vizepräsident der FIDE selbst anwesend war. Er verfolgte interessiert das Schachleben in der Sowjetunion und verfasste darüber 1968 das Buch Soviet Chess. Von 1968 bis 1972 gab er die Zeitschrift Chessman Quarterly heraus. Darin wurden eröffnungstheoretische Analysen veröffentlicht, die sich auf die systematische Auswertung der russischen Fachpresse stützten. Wade galt zu dieser Zeit als einer der führenden Eröffnungsexperten im Westen und erstellte für Bobby Fischer mehrere Dossiers über das Eröffnungsrepertoire seiner Gegner auf dem Weg zum Weltmeistertitel. Später war Wade als schachlicher Berater des Batsford-Verlages in London tätig, in dem auch mehrere seiner Bücher erschienen.

## Partiebeispiel
|   | a | b | c | d | e | f | g | h |   |
| 8 |   |   |   |   |   |   |   |   | 8 |
| 7 |   |   |   |   |   |   |   |   | 7 |
| 6 |   |   |   |   |   |   |   |   | 6 |
| 5 |   |   |   |   |   |   |   |   | 5 |
| 4 |   |   |   |   |   |   |   |   | 4 |
| 3 |   |   |   |   |   |   |   |   | 3 |
| 2 |   |   |   |   |   |   |   |   | 2 |
| 1 |   |   |   |   |   |   |   |   | 1 |
|   | a | b | c | d | e | f | g | h |   |

Ganz am Anfang seiner Schachkarriere gelang Wade in einer Fernpartie eine schöne Kombination, die auf einem Gabelmotiv beruht.
In der Diagrammstellung folgte 19. Dc2xg6 h7xg6 20. Lc4xf7+ Tf8xf7 21. Th3–h8+ Kg8xh8 22. Sg5xf7+ Kh8–h7 23. Sf7xd6 Ta8–d8 24. Te1–e6. Weiß hat eine Gewinnstellung erreicht, Schwarz gab daher auf.

## Schachkomposition
Wade war am 19. März 1965 einer der elf Begründer des Chess Endgame Study Circle, aus dem die Zeitschrift EG hervorging. Er nahm oft an Treffen der British Chess Problem Society teil.